# コニーアイランド川
コニーアイランド川（英語: Coney Island Creek）は、ニューヨークブルックリン区にある1.8-マイル (2.9 km) の長さの潮の入り江。かつては3マイル (4.8 km) の長さの海峡であり、部分的にグレーブゼンド湾とシープスヘッド湾を結ぶ干潟でありコニーアイランドを本当の島にたらしめていたが、20世紀初めから中ごろにかけて、東半分が土地の所有者と都市建設プロジェクトにより埋められた。

## 地形

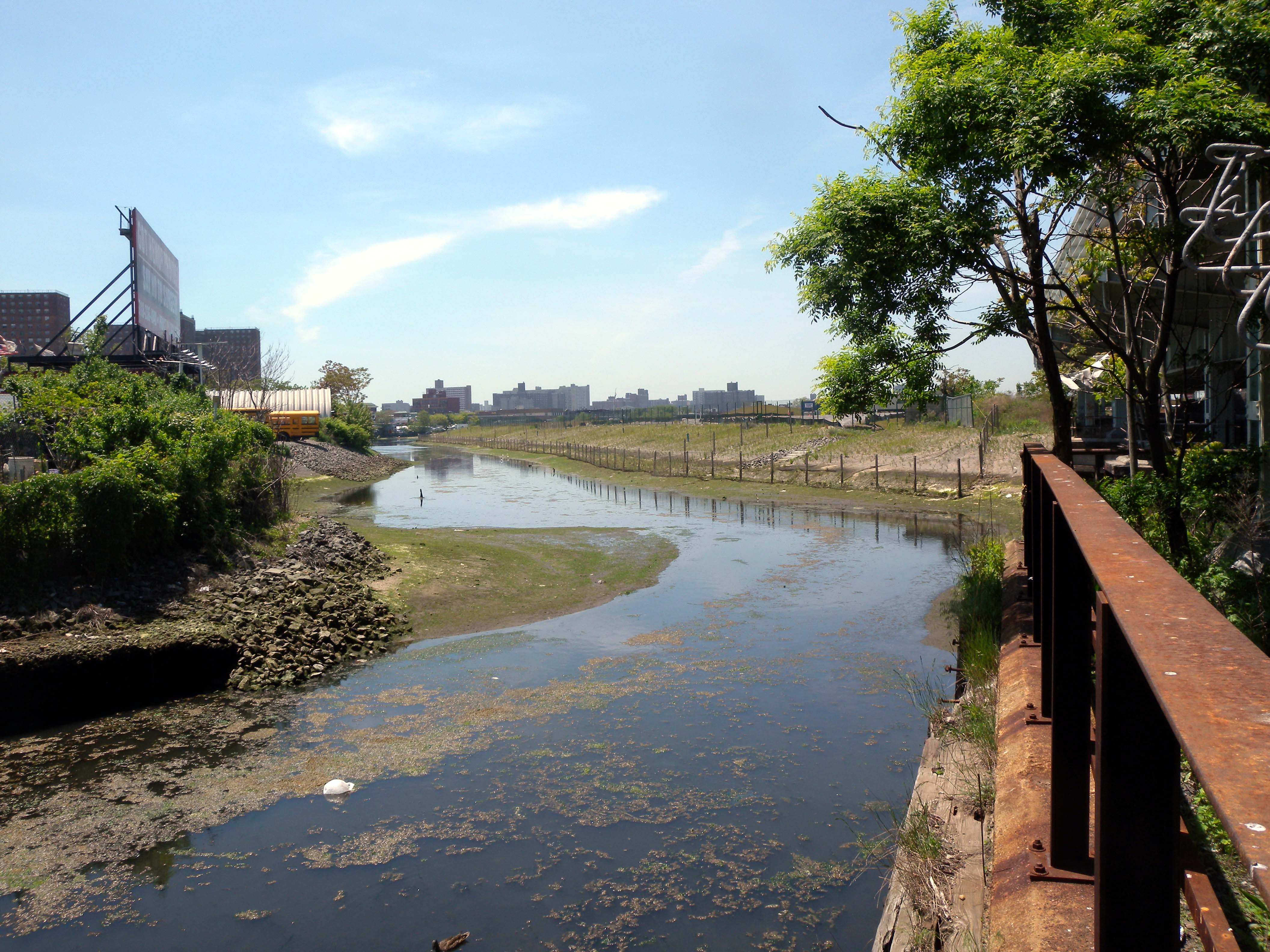
コニーアイランド川のシェルロードの終点

グレーブゼンド湾からShell Roadまで東へ1.8マイル (2.9 km)伸びており、コニーアイランドの西端とグレーブゼンドやバスビーチを隔てる存在である。川の西端は南側でConey Island Creek ParkやKaiser Park、北側でCalvert Vaux ParkやSix Diamonds Parkと面している。Cropsey AvenueとStillwell Avenueという橋や、ウェスト・エンド線とシー・ビーチ線が走っている2本の平行のトレッスル橋が架かっている。東端は北側でショアパークウェイと、南側でNeptune Avenueと面している。海上交通はCropseyとStillwell Avenuesの間のケーブルネットにより制限されている。川の東部は民間の工業用地と地元の電力会社キースパンの土地を流れている。川はShell Roadで終わり、そこでは雨水管が道路の下から出ている（都市計画で雨水の流れ口CI-641と指定されている）。

## 歴史
ヨーロッパの植民地であった時、現在のコニーアイランドを構成する土地は、いくつかのバリアー島であり、相互につながっていた水路は常にその形を変化させていた。コニーアイランド川となった水路は、西端の土地の一部がコニーフックという半島だったため、島の後部まで広がっていなかった。半島の東部を流れていたHubbard’s Creekは海に直接つながっていた。1750年、1/4マイルの長さの運河（Jamaica Ditchと呼ばれていた）がコニーフック塩性湿地を通りグレーブゼンド湾につながる川から東のHubbard’s creekまで掘られた。このグレーブゼンド湾とシープスヘッド湾を結ぶ新しい運河により、船舶がジャマイカ湾からニューヨーク港まで危険を冒すことなく海に出ることができるようになった。島の後ろにある水路はグレーブゼンドという町を横断していたため、19世紀初めにグレーブゼンド川と呼ばれた（The waterway behind the islands was called Gravesend Creek in the early 19th century since it cut below the town of Gravesend (後にコニーアイランド川と同じ意味で使われるようになった）。最終的に島を分けていたHubbard’s creekなどの川や入り江は自然の過程と土地開発の両方により埋められ、コニーアイランドと呼ばれるようになるただ1つの島とコニーアイランド川と呼ばれるようになる、後ろにある1つの川を残すのみとなった。

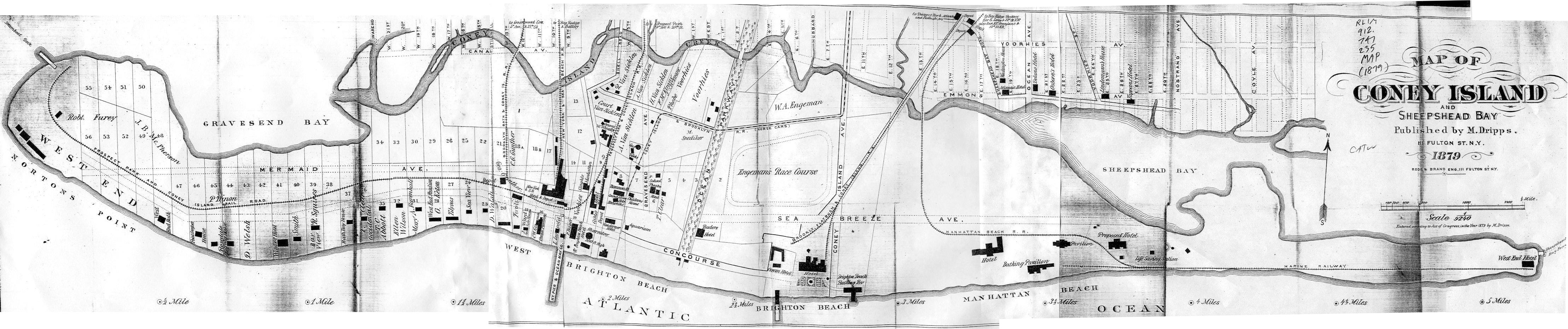
コニーアイランドとその上を流れるコニーアイランド川の1879年の地図（地図の中に計画された運河と拡大した都市の方格が上書きされているのを見ることができる）

コニーアイランド川は20世紀の変わり目には3マイルの長さがあり、まだ最小限航海可能な水路であった。19世紀後半から20世紀初頭にかけて、この川をグレーブゼンドシップ運河（Gravesend Ship Canal）にする計画があった。計画は、川を東西にまっすぐ走る運河に再び浚渫し、都市の方格を運河の端まで広げるまでに川の両側の湿地帯を全て埋めるものであった。この計画は最終的には破棄され、1924年までに土地所有者が川の一部を埋めた。1930年代にベルトパークウェイの建設を可能にするために、主要部分がさらに埋められた。1962年、ヴェラザノ＝ナローズ橋の建設に伴い、さらに埋め立てが行われた。これによりコニーアイランド川は半島になった島の西端と東端の入り口になった。東端に川は残っておらず、その端シープスヘッド湾は浚渫され、大部分が壁で仕切られている。かつて川だった埋立地の上の道は、Shore Parkway、Guider Avenue、Neptune AvenueとCass Placeの間の三角形のブロックを通ってシープスヘッド湾に至っている。

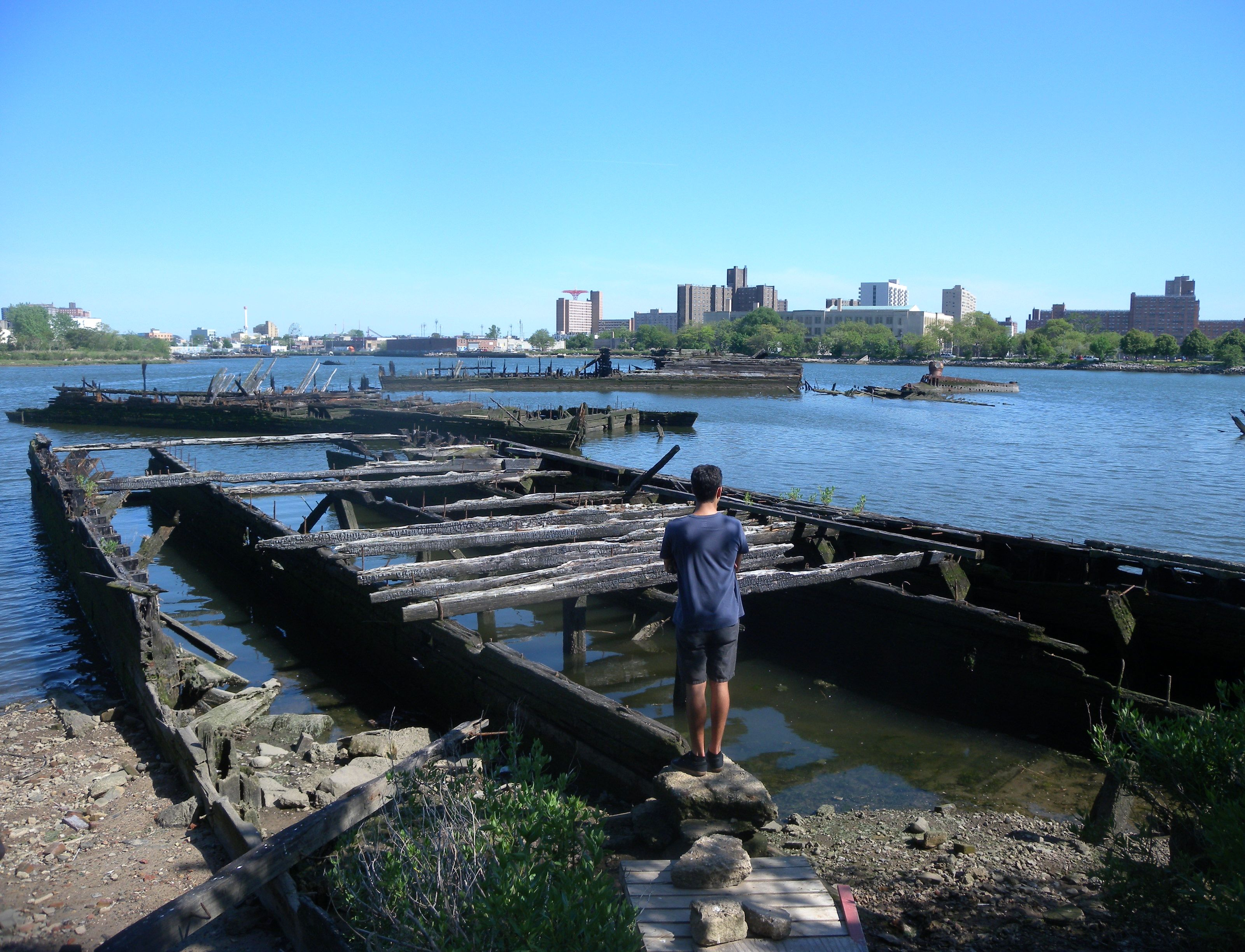
川の入り口グレーブゼンド湾の燃え沈んだバージ（はしけ）

川の北西部は捨てられた船の見つかる「船の墓場」として知られている。南岸では45フィート (14 m)の黄色い潜水艦が自ら突き出ている。それは1960年代後半にサルベージされた金属から作られたが、1度も等喫水で安定して浮かぶことができずに放棄された。